# Jellamma

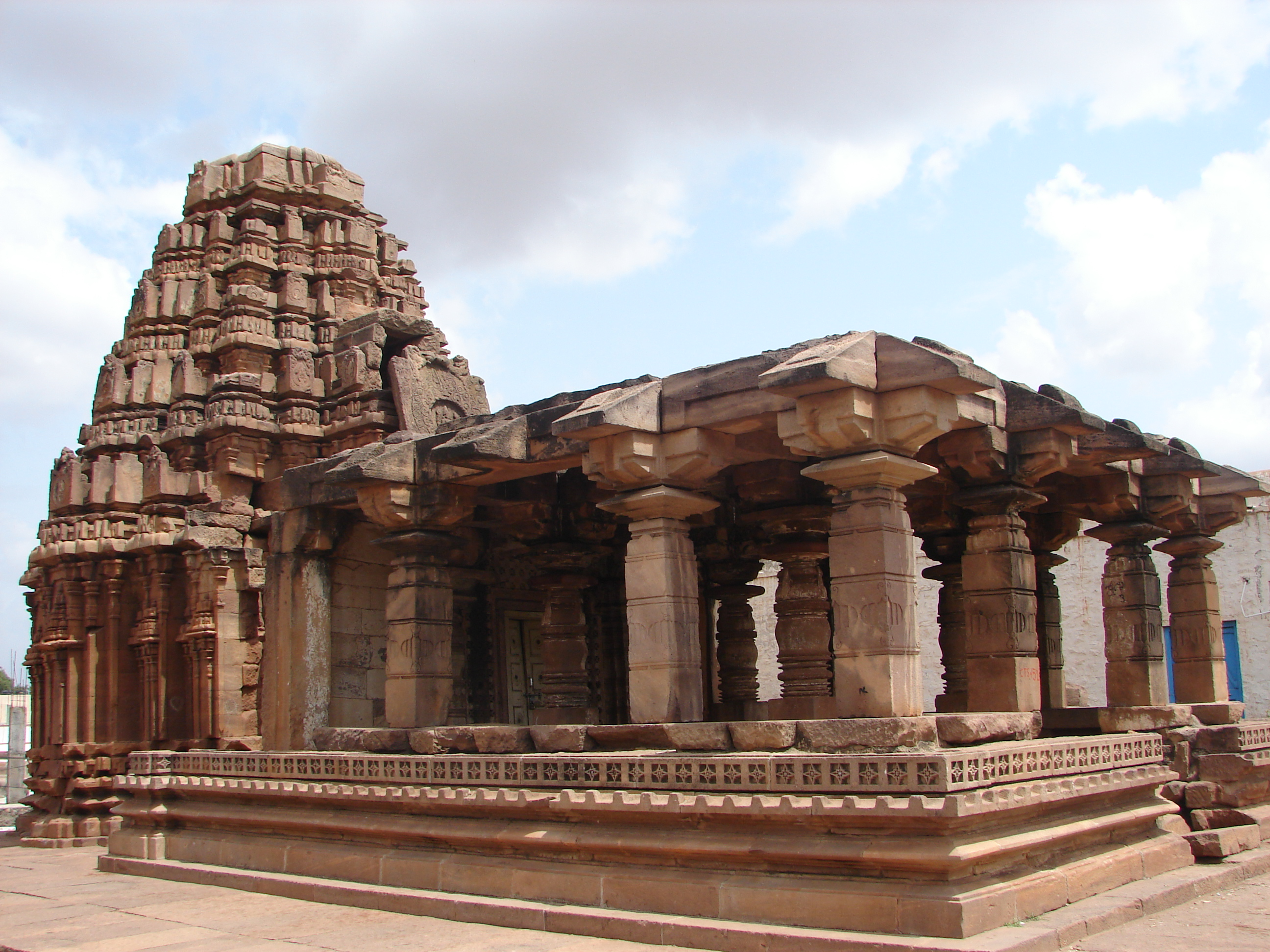
Starożytna świątynia Jellammy w Badami

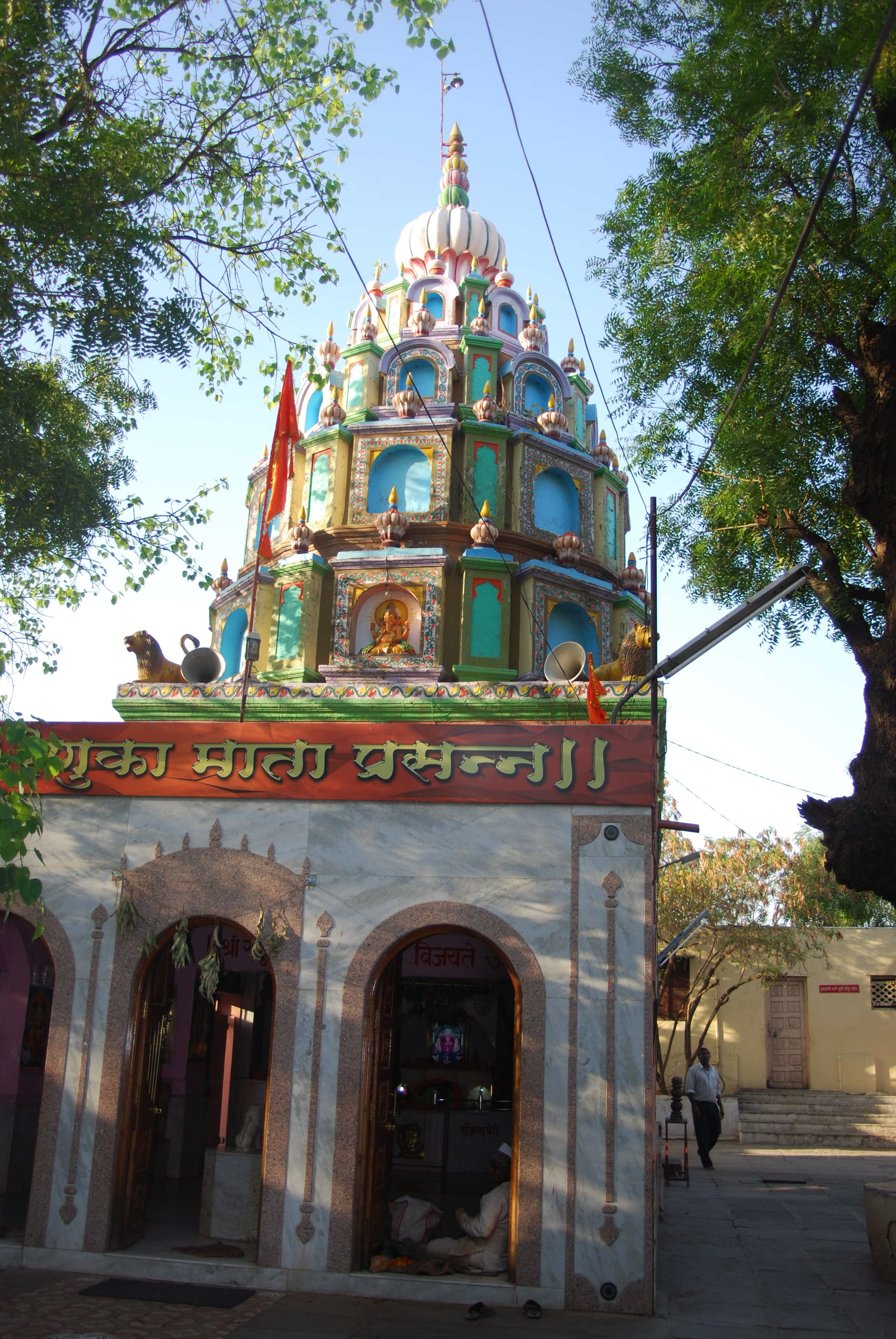
Współczesna świątynia Renuki w Kedgaon

Jellamma – bogini hinduistyczna,  szczególnie znana w środkowych i południowych Indiach. Czczona głównie przez niższe kasty, dalitów, i adiwasich. Urodziła się w bardzo niskiej dźati (niedotykalna). Świętość zawdzięcza awatarowi.
Jella(amma) nie była boginią z urodzenia. Ryszi Dźamadagni, potomek rysziego Bhrigu, polecił synowi Paraśuramie zabić swoją żonę Renukę.  Ten odciął matce głowę, ale poprosił ojca o jej wskrzeszenie. Zginęła w podobny sposób wtedy również obecna tam Jellamma. inna kobieta. Przywrócone do życia jej ciało otrzymało na skutek pomyłki Paraśuramy, uznanego za awatara Wisznu z hinduistycznej trójcy (trimurti), głowę Renuki, żony mędrca.
Określana jest wieloma innymi imionami: Mahankali, Jogamma, Somalamma, Gundamma, Pochamma. Uważana jest za manifestację Kali.

## Świątynie
- Yellamma Gudda w Saundatti – ważne centrum pielgrzymkowe
- Świątynia w Ćandragutti Shimoga z okresu Kadambów
- Świątynia w Mahur w Maharasztrze – według tradycji miejsce narodzin bogini, wzmiankowane w Dewibhagawatam[3]
- Świątynia Yellammy w Badami